# Передісторія угорців
Угорська передісторія (угор. magyar őstörténet) охоплює період історії угорського народу, або мадярів, який почався з відділення угорської мови від інших угро-фінських або угорських мов близько 800 року до н.е. і закінчився угорським завоюванням Карпатського басейну близько 895 року по н.е. Ґрунтуючись на найдавніших записах про мадярів у візантійських, західноєвропейських та угорських хроніках, вчені протягом століть вважали їх нащадками стародавніх скіфів та гунів. Ця історіографічна традиція зникла з основної історії після усвідомлення подібності між угорською мовою та уральськими мовами наприкінці 18 століття. Відтоді лінгвістика стала основним джерелом вивчення етногенезу угорців. Крім того, хроніки, написані в IX—XV століттях, результати археологічних досліджень і фольклорні аналогії дають відомості про ранню історію мадярів.
Дослідження пилку у скам'янілостях на основі споріднених слів для певних дерев, зокрема модрини та в'яза, у дочірніх мовах припускає, що носії протоуральської мови жили в ширшому регіоні Уральських гір, де мешкали розрізнені групи неолітичних мисливців-збирачів в 4 тисячолітті до н.е.. Вони поширилися на величезних територіях, що зумовило розвиток окремої прафінно-угорської мови до кінця тисячоліття. Лінгвістичні та археологічні дослідження свідчать про те, що ті, хто розмовляв цією мовою, жили в ямному житлі і використовували декоровані глиняні посудини. Розширення боліт приблизно після 2600 року до н.е. спричинило нові міграції. Немає наукового консенсусу щодо Прабатьківщини, або первісної батьківщини, угорських народів: вони жили або у сточищі річки Тобол, або вздовж річки Ками та верхів'їв річки Волги близько 2000 років до н.е., осілими громадами, вирощували просо, пшеницю та інші зернові культури, розводили тварин — коней, велику рогату худобу, свиней. Запозичення слів, пов'язаних із тваринництвом, з праіранської показують, що вони мали тісні контакти зі своїми сусідами. Найпівденніші групи угрів перейняли кочовий спосіб життя близько 1000 р. до н.е. через розширення степів на північ.
Розвиток угорської мови розпочався приблизно у 800 р. до н.е. зі зникненням пасовищ і паралельної міграції на південь кочових угорських груп. Історія стародавніх мадярів протягом наступної тисячі років невідома; вони жили в степах, але місцезнаходження їхньої Прабатьківщини є предметом наукових дебатів. Згідно з однією з теорій, вони спочатку жили на схід від Уралу та мігрували на захід до «Великої Угорщини» не пізніше 600 року по н.е.. Інші вчені стверджують, що Magna Hungaria була початковою батьківщиною мадярів, звідки вони переселилися або в регіон Дону, або у сточище Кубані до 830-х років по н.е. Сотні запозичених слів із тюркських мов чуваського типу доводять, що мадяри були тісно пов'язані з тюркськими народами. Візантійські та мусульманські автори розглядали їх як тюркський народ у 9-10 століттях.
Союз між мадярами та болгарами наприкінці 830-х років був першою історичною подією, яка була точно зафіксована стосовно мадяр. Згідно візантійського імператора Костянтина VII Багрянородного, мадяри жили в Леведії на межі Хозарського каганату на початку IX століття і підтримували хазар у їхніх війнах «протягом трьох років». Мадяри були організовані в племена, кожне з яких очолювали свої «воєводи», або воєначальники.
Після навали печенігів на Леведію група мадярів перейшла через Кавказькі гори та оселилися на землях на південь від гір, але більшість людей втекла в степи на північ від Чорного моря. Зі своєї нової батьківщини, відомої як Етелькьоз, у 870-х роках мадяри контролювали землі між Нижнім Дунаєм і Доном. Конфедерація їхніх семи племен очолювалася двома верховними вождями, кенде та г’юла. Кабари — група бунтівних підданих хазар — приєдналися до мадярів в Етелькезі. Мадяри регулярно нападали на сусідні слов'янські племена, змушуючи їх платити данину і захоплюючи полонених для продажу візантійцям. Скориставшись війнами між Болгарією, Східною Франкією та Моравією, вони вторглися в Центральну Європу щонайменше чотири рази у 861—894 рр. Нове вторгнення печенігів змусило мадярів залишити Етелькьоз, перетнути Карпати й оселитися в Карпатській улоговині близько 895 року.

## Етнонім
Під різними етнічними назвами угорці згадуються в арабських, візантійських, слов'янських і західноєвропейських джерелах у IX-X століттях. Арабські вчені називали їх мадярами, башкирами або турками; Візантійські автори згадували їх як гунів, унгрів, тюрків або савардів; Слов'янські джерела вживали етноніми угри або пеони, а західноєвропейські автори писали про угорців, паннонців, аварів, гунів, тюрків і агаренів. На думку лінгвіста Гюли Немета, численні етноніми — особливо унгри, саварди та турки — відображають те, що мадяри були інтегровані в різні імперії євразійських степів — племінні конфедерації оногурів і сабірів, а також гьоктюрків — до здобуття незалежності. Назва «башкири», ймовірно, походить від близькості до тюркомовних башкир, групи, яка й сьогодні залишається на південному Уралі.
Ібн Русте першим зафіксував варіант самоназви угорців; (аль-Маджгарійя). Згідно з науковою теорією, етнонім «мадяри» є складним словом. Ймовірно, перша частина слова (magy-) була пов'язана з кількома записаними або гіпотетичними словами, включаючи самоназву мансі (māńśi) і реконструйоване угорське слово для людини (*mańća). Друга частина (-er або -ar) могла розвинутися з реконструйованого фінно-угорського слова чоловіка або хлопчика (*irkä) або від тюркського слова зі схожим значенням (ери або ірі) .

Алан В. Ертл пише, що етнонім спочатку був назвою меншої групи, племені Мег'єр; воно розвинулося в етнонім, тому що меґер був наймогутнішим племенем у народі. Більшість вчених погоджуються, що угорський екзонім та його варіанти походять від імені оногурів. Ця форма почала поширюватися в Європі за слов'янського посередництва.

## Утворення мадярського народу

### До відокремлення угорської мови (до 800р. до н.е.)
Угорську мову традиційно класифікували у складі уральських мов, але існують й інші погляди. Наприклад, лінгвіст Тапані Салмінен заперечує існування протоугорської мови, кажучи, що угорська мова була у складі «ареальної генетичної одиниці», яка також містила пермські мови.

Палеолінгвістичні дослідження свідчать про те, що носії протоуральської мови жили на території, де росли разом чотири дерева — модрина, ялиця, ялина та в'яз. Вивчення пилку в скам'янілостях показує, що ці дерева можна було знайти по обидві сторони Уральських гір вздовж річок Об, Печора та Кама в 4-му тисячолітті до н.е. У цей період землі між Уралом і Камою були малозаселені. Приблизно з 3600 року до н.е. неолітична матеріальна культура ширшого регіону Уралу поширилася на великі території на захід і схід. Виникли регіональні варіанти, що демонструють появу груп людей, які не мали тісного контакту між собою.
Близько 1000 основних слів угорської мови, включаючи назви пір року та природних явищ, а також найвживаніші дієслова, мали споріднені слова в інших фінно-угорських мовах, що свідчить про тимчасове існування прото-фінно-угорської мови. Приблизно у 2600—2100 роками до н.е. кліматичні зміни спричинили поширення боліт по обидва боки Уралу, змусивши групи жителів покинути свою Батьківщину.

Фінно-угорська мовна єдність зникла, а нові мови виникли близько 2000 року до н.е.. Історики обговорюють, чи проживали в цей період групи, що розмовляли мовою, з якої виникла угорська, на схід чи на захід від Уралу.
Подальші кліматичні зміни, що відбулися в 1300—1000 роками до н.е., спричинили розширення степів на північ приблизно на 200—300 км, що змусило найпівденніші угорські групи прийняти кочовий спосіб життя. Близько 800 року до н.е. клімат знову змінився з початком вологішого періоду, що змусило кочові угорські групи розпочати міграцію на південь, слідуючи лукам. Їхній рух відокремив їх від північних угорських груп, що дало початок розвитку мови, з якої виникла сучасна угорська. На думку історика Ласло Контлера, концепція «захмарного дерева» та деякі інші елементи угорського фольклору, ймовірно, були успадковані з періоду фінно-угорської єдності. Мелодії найпоширеніших угорських похоронних пісень мають подібність до мелодій хантських епічних пісень.

### Первісна батьківщина (бл. 800р. до н.е.— до 600р. н.е.)

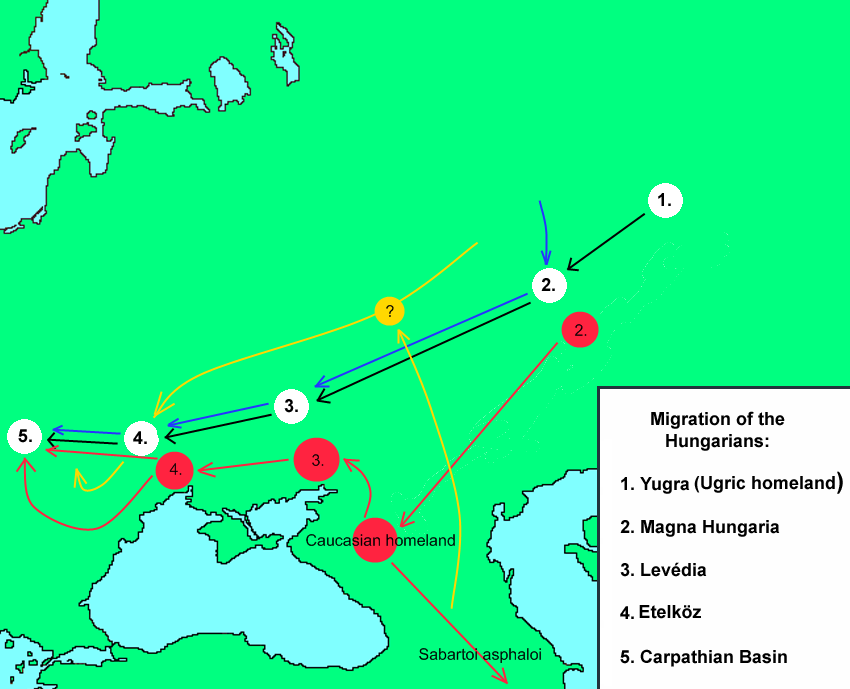
Карта із зображенням теоретичних мадярських Батьківщин та міграцій

Олень і орел, що є популярними мотивами угорського мистецтва X століття, мають близькі аналогії в скіфському мистецтві. Скіфи, сармати та інші народи, що розмовляли індоіранськими мовами, домінували в євразійських степах у 800 р. до н.е. — 350 р. н.е.. У цей період усі етнічні групи в степах були кочівниками з майже однаковою матеріальною культурою, для яких певна ідентифікація мадярів неможлива. Отже, точне місцезнаходження їхньої батьківщини є предметом наукових дебатів. Рона-Тас вважає, що розвиток угорської мови почався у сточищі річок Ками та Волги, на захід від Уралу. Археолог Іштван Фодор пише, що первісна батьківщина лежала на схід від Уралу. Він зазначає, що деякі риси курганів, споруджених біля Челябінську в 4 столітті до н.е., включно з північною орієнтацію голів померлих і геометричні мотиви на глиняних посудинах, покладених у могили, схожі на старіші поховання, що він приписує уграм.

## Міграції

### Ранні міграції на захід (600р. по н.е.— бл. 750 або 830р. по н.е.)

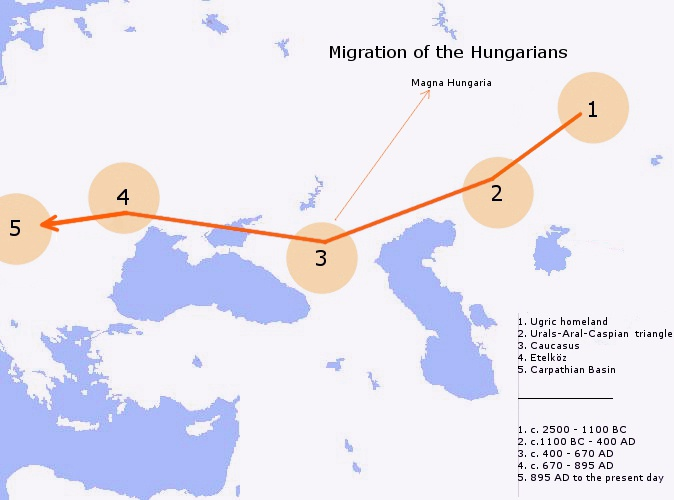
Карта, що зображує теорію Петера Вереша про мадярську Urheimat та їхні міграції, включно з їх перебуванням у регіоні річки Кубань

У 1230-х роках Юліан Угорський вирушив шукати легендарну батьківщину угорців Magna Hungaria, прочитавши про неї та групу угорців, які залишилися там, в угорській хроніці. Він зустрів угорськомовну групу «біля великої річки Етіль» (Волги або Ками) на землі волзьких булгар, або на терені сучасного Башкортостану. Чи Magna Hungaria була початковою батьківщиною угорців, чи предки угорців оселилися у Magna Hungaria після міграції до Європи зі своєї початкової батьківщини Західного Сибіру, досі є предметом наукових дебатів. Згідно з третьою науковою теорією, Magna Hungaria не була ані початковою батьківщиною мадярів, ані їхньою першою батьківщиною в Європі. Натомість предки східних угорців, яких зустрів брат Юліан, переселилися до Magna Hungaria з півдня.
Згідно з науковою теорією, назва принаймні одного мадярського племені, дьярмат, пов'язана з назвою башкирської групи, юрмати. Специфічні обряди поховання — використання посмертних масок і розміщення частин коней у могилах — показуючи кладовище IX або X століття в місці злиття Волги та Ками поблизу сучасного Великого Тиганя в Башкортостані також засвідчена серед мадяр, які жили в Карпатському басейні в X ст. Більшість спеціалістів стверджують, що цвинтар у Великих Тиганах використовувався мадярами, які або залишилися у Великій Угорщині, коли інші групи мадяр залишили територію, або переселилися туди з інших регіонів, які були заселені мадярами під час їх міграції.

Початкова батьківщина мадярів була в Західному Сибіру, але вона не тотожна Magna Hungaria, їхні предки переселилися із Західного Сибіру до Східної Європи. Переселення відбулося в 500 р. до н.е. — 700 р. н.е. «Прохоровська культура» поширилася на території сучасного Башкортостану близько 400 р. до Р.Х .Міграція гунів на захід змусила багато груп людей із Західного Сибіру мігрувати до Європи приблизно в 350—400 р. н.е.. Напад аварів на сабірів у Сибіру поклав початок ряду переселень в 460-х роках.

Приблизно в 550—600 рр. по н.е. міграція аварів до Європи змусила багато кочових груп переселитися.
Прихід гунів припинив панування іранських народів у євразійських степах.

Після цього сабіри, авари, оногури, хозари та інші тюркські народи протягом століть контролювали степи Східної Європи.

Гардізі описав мадярів як «відгалуження турків»; Лев Мудрий і Костянтин Багрянородний називали їх турками.

Близько 450 угорських слів було запозичено з тюркських мов приблизно до 900 р. по н.е.

Найдавніший шар угорських народних пісень демонструє схожість з чуваськими піснями.

Ці факти показують, що мадяри були тісно пов'язані з тюрками, поки вони перебували в понтійських степах.

Дьюла Немет, Андраш Рона-Тас та інші вчені пишуть, що протягом століть мадяри жили на берегах річки Кубань, на північ від Кавказьких гір.

Ці науковці стверджують, що саме там мадяри перейняли тюркську термінологію виноградарства, зокрема bor («вино») і seprő («муло»), а також тюркські назви кизилу (som), винограду (szőlő) і деякі інші назви фруктів.
.

Згідно з цими вченими, угорські слова аланського походження, включно з asszony («леді», первісно «благородна або королівська дама») 

### Леведія (бл. 750 або 830— бл. 850)

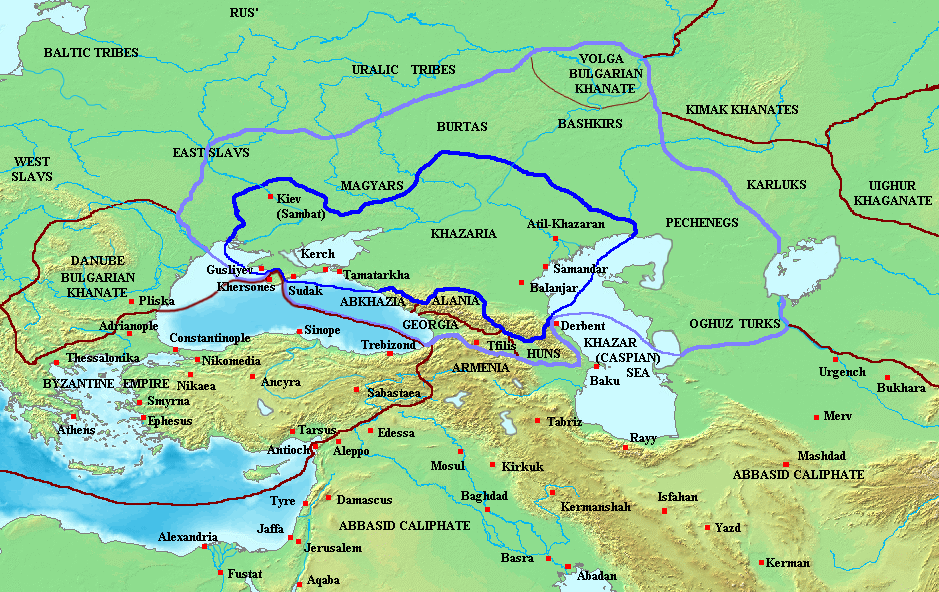
Хозарський каганат приблизно 830 р

Хозарський каганат був панівною силою в степах між річками Дніпро та Волга приблизно після 650 р.

Археологічні знахідки показують, що кагани контролювали багатоетнічну імперію.

«Салтівсько-Маяківська культура», що процвітала в цьому ж регіоні в 750—900 рр, мала принаймні сім варіантів.

В угорських хроніках легенда про дивовижну ланю, здається, зберегла пам'ять про «тісний симбіоз, змішані шлюби та початкове злиття» мадярів з різними етнічними групами — аланами, булгарами та оногурами — цього великого регіону.

Імператор Костянтин Багрянородний писав, що мадяри «з давніх-давен жили біля кордонів Хазарії, в місці, що зветься Леведія»
,
додаючи, що через цю територію протікає «річка Чидмас, також звана Чингілоус»

Ідентифікація (однієї чи двох) річок невідома.

Багрянородний пов'язував Леведію з усією територією, де панували мадяри, але більшість сучасних істориків погоджуються, що він описав лише меншу область, розташовану на річці Дон.

Період, коли мадяри оселилися в Леведії, також невідомий; це сталося або до 750 року (Іштван Фодор), або близько 830 року (Дьюла Крісто).

Багрянородний зазначив, що мадяри мали назву «Sabartoi asphaloi»,

або «непохитні Саварти», коли вони перебували в Леведії.

Рона-Тас зазначає, що етнонім є вигаданим терміном без історичної достовірності.

Грунтуючись на тій самій константі, Карой Чегледі, Деже Дюммерт, Віктор Спіней та інші історики пов'язували мадярів або з сабірами кінця 6-го століття, або з племенем суварів волзьких булгар.

Порфирогенет писав, що мадяри «прожили разом з хазарами три роки та воювали в союзі з хазарами у всіх їхніх війнах»,

що свідчить про те, що мадяри були підкорені хозарському кагану, згідно з науковою точкою зору.

З іншого боку, з точки зору історика Дьєрдь Сабадош, слова імператора доводять рівне становище мадярів і хозар, а не підкорення мадярів кагану.

Хоча імператор сказав, що співжиття мадярів з хозарами тривало лише три роки, сучасні історики схильні пропонувати довший період (20, 30, 100, 150, 200 або навіть 300 років).

Згідно з пам'ятним каменем, встановленим у 831 році або раніше, болгарський полководець, на ім'я Окорсіс, потонув у Дніпрі під час військового походу.

Флорін Курта зазначає, що цей напис може бути «першою підказкою» про потрясіння в степах, спричинене переселенням мадярів на землі між Дніпром і Дунаєм".

Найдавніші події в історії мадярів, які можна було точно ідентифікувати, відбулися в 830-х роках.

Болгари найняли їх для боротьби проти своїх візантійських полонених, які повстали та спробували повернутися до Македонії наприкінці 830-х років, але візантійці розбили їх на берегах Нижнього Дунаю.

Відповідно до Annals of St. Bertin, руські посланці, які відвідали Константинополь у 839 році, могли повернутися на батьківщину лише через імперію Каролінгів, оскільки «шлях, яким вони досягли Константинополя, провів їх через примітивні племена, які були дуже лютими та дикими»;

Курта і Крісто ототожнюють ці племена з мадярами.

Ібн Руста писав, що хазари «раніше були захищені від нападу мадярів та інших сусідніх народів» ровом.

Ймовірно, звіт Ібн Русти показує, що хозарський форт у Саркелі, який був побудований у 830-х роках, був одним із фортів, що захищали хазар від мадярів.

Згідно з Порфирогенетом, у Леведії, мадяри "були сім родів, але вони ніколи не мали над собою князя ні місцевого, ні чужого, але були серед них «воєводи»

або вожді.

Хоча точне значення терміна, який використовував імператор (genea), неможливо точно визначити, вчені традиційно розглядають мадярські «клани» або «племена» як етнічні та територіальні одиниці.

В угорських хроніках згадки про «сім головних осіб»

або «сім капітанів»

означають існування семи племен угорців.

Порфирогенет зазначав, що племена не «підкорялися своїм власним [воєводам], але [мали] спільну угоду воювати разом з усією серйозністю та завзяттям… де б не спалахнула війна»,

припускаючи, що вожді племен були радше військовими, ніж політичними лідерами.

За словами Крісто, звіт імператора також показує, що племінна конфедерація не була «твердим політичним утворенням із сильною згуртованістю» на початку 9 століття. 
Gesta Hungarorum називає сімох угорських вождів «Hetumoger»

або «Сім мадярів».

Подібні етноніми: Токуз-Огуз («Дев'ять огузів») і Onogur («Десять огузів») — припускають, що Геста зберегла назву конфедерації мадярських племен.

Згідно з Порфирогенетом, Леведія була названа на честь Леведі, одного з угорських воєвод.

За життя Леведі кангари, окрема група в племінній конфедерації печенігів, яку хозари вигнали з їхньої батьківщини, вторглися в Леведію та змусили мадярів поступитися територією.

Група мадяр втекла через Кавказькі гори аж до Персії.

Проте маси вирушили на захід і оселилися в регіоні під назвою Етелькоз.

Більшість істориків сходяться на думці, що насильницький вихід мадярів із Леведії стався близько 850 року

Печеніги, яких раніше називали «кангар» (бо «кангар» було ім'ям, що означало шляхетність і доблесть серед них), вони потім розпалили війну проти [хозар] і, зазнавши поразки, були змушені покинути свою землю й оселитися на тій [мадярів]. І коли зав'язалася битва між [мадярами] і печенігами, які тоді називалися «кангар», військо [мадяр] було розбито і розкололося на дві частини. Одна частина пішла на схід і оселилася в регіоні Персії, і донині вони називаються стародавньою деномінацією [мадярів] «Sabartoi asphaloi»; але інша частина, разом зі своїм воєводою і начальником [Леведі], осіли в західних областях, у місцях, які називаються [Етелькоз] ... .
    —  Костянтин Багрянородний : De Administrando Imperio

### Етелькоз (бл. 850— бл. 895)

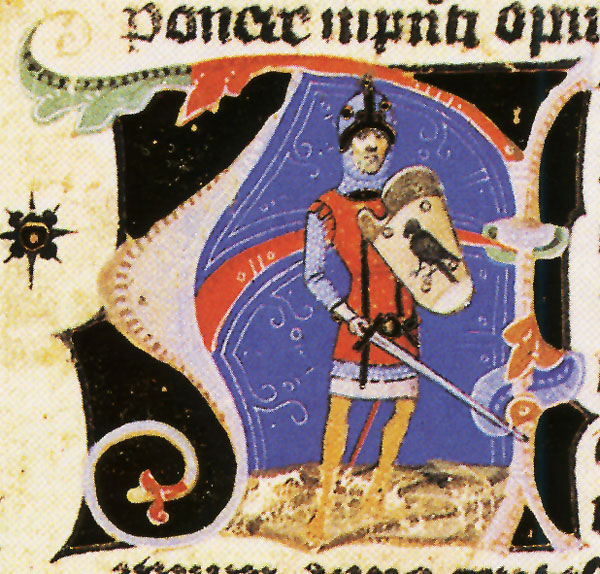
Алмош, зображений в Ілюстрованій хроніці: згідно з угорськими хроніками, він був першим головою федерації мадярських племен.

Костянтин Багрянородний ототожнював Етелькоз із землями, де протікають річки «Баруш», «Кубу», «Трулос», «Брутос» і «Серетос»

Ідентифікація останніх трьох річок з Дністром, Прутом і Сіретом не викликає дискусій, але Спіней заперечує традиційне ототожнення Баруха з Дніпром і Коубу з Південним Бугом.

Аль-Джейяні писав, що територія угорців була розташована між двома річками під назвами «tl» і «dwb» у 870-х роках.

На думку сучасних дослідників, tl може стосуватися Волги, Дону або Дніпра; dwb ідентифікується як Дунай.

Відповідно до Gesta Hungarorum, мадяри жили в «Скіфії» або «Dentumoger»;

Остання назва, що належать річці Дон, свідчить про те, що мадяри населяли східні регіони припонтійських степів, згідно зі Спінеєм.

Янош Гарматта робить висновок, що Денту (реконструйовано як Dentü, угорська вимова: [dɛnty]) була протоугорською назвою річки.

Хозарський каган послав своїх послів до мадярів невдовзі після того, як вони втекли з Леведії й оселилися в Етелькозі, згідно з Порфирогенетом.
Каган запросив Леведі на зустріч, запропонувавши зробити Леведі верховним головою союзу мадярських племен в обмін на прийняття його сюзеренітету.

Замість того, щоб прийняти пропозицію, Леведі запропонував нове звання іншому воєводі, Алмошу, або синові останнього, Арпаду.

Каган прийняв пропозицію Леведі і на його вимогу угорські вожді проголосили Арпада своїм головою.

На думку Крісто і Спінеї, у звіті Порфирогенета збереглася пам'ять про Батьківщину в рамках федерації мадярських племен.

Рона-Тас зазначає, що історія стосується лише «зміни династії»; падіння родини Леведі та поява династії Арпадів.

На відміну від розповіді Порфирогенета, Gesta Hungarorum зазначає, що першим верховним князем угорців був обраний не Арпад, а його батько.

Згідно з мусульманськими вченими, мадяри мали двох верховних вождів, кенде та ґюла, останній був їхнім правителем у 870-х роках.

З їхнього звіту випливає, що каган надав хозарський титул голові федерації мадярських племен; Ібн Фадлан записав, що третій хозарський сановник був названий кюндюром в 920-х роках.

У доповіді мусульманського вченого також випливає, що мадяри прийняли хозарську систему «подвійного королівства», згідно з якою верховна влада поділялася між священним правителем (кенде) і воєначальником (г’юла).

Між країною [Печенігів] і країною Ескели, що належить [Волзьким Булгарам], лежить перша з мадярських границь. ... Їхній вождь їде на чолі 20 000 вершників. Його звуть кундах, але той, хто насправді ними керує, називається джила. Усі мадяри беззастережно підкоряються цьому правителю в наступальних і оборонних війнах. ... Їх територія величезна, тягнеться до Чорного моря, в яке впадають дві річки, одна більша за Окс. Їхні кемпінги розташовані між цими двома річками. —  Ібн Руста: Про мадярів
Порфирогенет писав, що кабари — група хозарів, які повстали проти кагана — приєдналися до мадярів в Етелькьозі в невизначений час

,
припускаючи, що мадяри позбулися сюзеренітету кагана.

Кабари були організовані в три племені, але ними керував один вождь.

Багрянородний також писав, що кабари «були підвищені до першого» племені, тому що вони показали себе «найсильнішими та найдоблеснішими»
[126]
з племен.
[127]
Тому кабари становили авангард угорців, оскільки кочові народи завжди ставили асоційовані племена в найбільш вразливе становище.

Ібн Руста писав, що мадяри підкорили сусідні слов'янські народи, наклавши на них «важку данину»

і ставлячись до них як до полонених.

Мадяри також «робили грабіжницькі набіги на слов'ян»

і продавали полонених після цих набігів візантійцям у Керчі на Кримському півострові.

Загін угорських воїнів напав на майбутнього святого Кирила Філософа, «виючи, як вовки, бажаючи його вбити»

в степах біля Криму, згідно з легендою про святого.

Однак Кирило переконав їх «відпустити його і всю його свиту з миром».

Мешканці регіонів уздовж лівого берега Дністра, яких руський первісний літопис визначив як тиверців, укріпили свої поселення в другій половині IX ст., що, ймовірно, пов'язане з присутністю мадяр.

Грабіжницький набіг на Східну Франкію у 862 році був першою зареєстрованою військовою експедицією мадярів у Центральну Європу.

Цей набіг міг бути ініційований Ростиславом Моравським, який воював з Людовиком Німецьким, згідно з Рона-Тасом і Спінеєм.

У довшій версії «Зальцбурзьких анналів» говориться, що мадяри повернулися до Східної Франкії та спустошили регіон Відня у 881 році.

У цьому ж джерелі окремо згадується про грабування регіону коварами або кабарами того ж року, показуючи, що кабари утворювали окрему групу.

На початку 880-х років «король» угорців мав дружню зустріч з Мефодієм, архієпископом Моравії, який, згідно з легендою Мефодія, повертався з Константинополя до Моравії.
Коли король Угорщини прибув на землі Дунаю, Мефодій забажав його бачити. І хоч деякі припускали і казали: «Не уникне мук», Мефодій пішов до [царя]. І як годиться государю, [цар] прийняв [Мефодія] з честю, урочисто і з радістю. Розмовляючи з [Мефодієм], як і личить таким людям, [цар] відпустив [Мефодія] з обіймами та багатьма дарами. Цілуючи його, [цар] сказав: «Отче пречесний, пам’ятай мене завжди у святих своїх молитвах». —  Життя Мефодія 

### Завоювання Паннонії (бл. 895—907рр.)

Завоювання угорцями Паннонського басейну

Мадяри повернулися до Центральної Європи в липні 892 року, коли вони вторглися в Моравію в союзі з Арнульфом, королем Східної Франкії. Через два роки вони вторглися до Паннонської марки. Згідно з «Анналами Фульди», вони «вбивали чоловіків і старих жінок наповал, а молодих жінок вивозили з собою, як худобу, щоб задовольнити своїй похоті». Хоча в цьому джерелі не йдеться про союз між мадярами та моравським королем Святополком I, більшість істориків погоджуються, що моравський правитель переконав їх вторгнутися до Східної Франкії. Під час своїх набігів на Паннонію мадяри мали кілька нагод зібрати інформацію про свою майбутню батьківщину.
Саманідський емір Ісмаїл Самані розпочав експедицію проти тюрків-огузів у 893 році, змусивши їх вторгнутися на землі печенігів між Волгою та Уралом.

Після вигнання з батьківщини печеніги вирушили на захід у пошуках нових пасовищ.

Тим часом мадяри вторглися в Болгарію в союзі з візантійським імператором Левом Мудрим. Болгарський цар Симеон I послав посланців до печенігів і переконав їх штурмувати Етелькез.

Несподівана навала зруйнувала неохоронювані поселення мадярів, змусивши їх покинути приморські степи та шукати притулку в Карпатських горах.

Мадяри зайняли свою нову батьківщину в кілька етапів, спочатку заселяючи землі на схід від Дунаю і вторгшись у Паннонію лише після смерті Арнульфа у 899 р. Вони знищили Моравію до 906 р. і зміцнили свій контроль над Паннонією завдяки перемозі над баварською армією в битві при Брезалауспурці 907 р.

### Первінні
- Anonymus, Notary of King Béla: The Deeds of the Hungarians (Edited, Translated and Annotated by Martyn Rady and László Veszprémy) (2010). In: Rady, Martyn; Veszprémy, László; Bak, János M. (2010); Anonymus and Master Roger; CEU Press; ISBN 978-963-9776-95-1.
- Constantine Porphyrogenitus: De Administrando Imperio (Greek text edited by Gyula Moravcsik, English translation by Romillyi J. H. Jenkins) (1967). Dumbarton Oaks Center for Byzantine Studies. ISBN 0-88402-021-5.
- «Ibn Rusta on the Magyars 903—913» (2012). In: Ibn Fadlān: Ibn Fadlān on the Land of Darkness: Arab Travellers in the Far North (Translated with an Introduction by Paul Lunde and Caroline Stone) (2012) ; Penguin Books; ISBN 978-0-140-45507-6.
- Simon of Kéza: The Deeds of the Hungarians (Edited and translated by László Veszprémy and Frank Schaer with a study by Jenő Szűcs) (1999). CEU Press. ISBN 963-9116-31-9.
- The Annals of Fulda (Ninth-Century Histories, Volume II) (Translated and annotated by Timothy Reuter) (1992). Manchester University Press. ISBN 0-7190-3458-2.
- The Annals of St-Bertin (Ninth-Century Histories, Volume I) (Translated and annotated by Janet L. Nelson) (1991). Manchester University Press. ISBN 978-0-7190-3426-8.
- «The Chronicle of Regino of Prüm» (2009). In: History and Politics in Late Carolingian and Ottonian Europe: The Chronicle of Regino of Prüm and Adalbert of Magdeburg (Translated and annotated by Simon MacLean); Manchester University Press; ISBN 978-0-7190-7135-5.
- The Hungarian Illuminated Chronicle: Chronica de Gestis Hungarorum (Edited by Dezső Dercsényi) (1970). Corvina, Taplinger Publishing. ISBN 0-8008-4015-1.
- The Taktika of Leo VI (Text, translation, and commentary by George T. Dennis) (2010). Dumbarton Oaks. ISBN 978-0-88402-359-3.
- «The Life of Constantine»; «The Life of Methodius» (1983). In: Kantor, Marvin (1983); Medieval Slavic Lives of Saints and Princes; pp. 23–161. University of Michigan; ISBN 0-930042-44-1.

### Вторинні
- Erdélyi, István (1986). Moharos, Éva (ред.). A magyar honfoglalás és előzményei (угор.). Debrecen: Kossuth Könyvkiadó. ISBN 963-09-3019-6. ISSN 0324-7953.
- Berend, Nora; Urbańczyk, Przemysław; Wiszewski, Przemysław (2013). Central Europe in the High Middle Ages: Bohemia, Hungary and Poland, c. 900-c. 1300. Cambridge University Press. ISBN 978-0-521-78156-5.
- Brook, Kevin Alan (2006). The Jews of Khazaria. Rowman & Littlefield. ISBN 978-0-7425-4982-1.
- Cartledge, Bryan (2011). The Will to Survive: A History of Hungary. C. Hurst & Co. ISBN 978-1-84904-112-6.
- Csorba, Csaba (1997). Árpád népe [Árpád's People] (угор.). Kulturtrade. ISBN 963-9069-20-5.
- Curta, Florin (2006). Southeastern Europe in the Middle Ages, 500–1250. Cambridge University Press. ISBN 978-0-521-89452-4.
- Engel, Pál (2001). The Realm of St Stephen: A History of Medieval Hungary, 895–1526. I.B. Tauris Publishers. ISBN 1-86064-061-3.
- Ertl, Alan W. (2008). Toward an Understanding of Europe: A Political Economic Précis of Continental Integration. Universal-Publishers. ISBN 9781599429830.
- Fodor, István (1975). In Search of a New Homeland: The Prehistory of the Hungarian People and the Conquest. Corvina Kiadó. ISBN 963-13-1126-0.
- Gulya, János (1997). A magyarok önelnevezésének eredete [Origin of the self-designation of the Hungarians]. У Kovács, László; Veszprémy, László (ред.). Honfoglalás és nyelvészet [The Hungarian Conquest and Linguistics]. Balassi Kiadó. с. 85—97. ISBN 963-506-108-0.
- Harmatta, János (1997). A magyarok nevei görög nyelvű forrásokban [The Hungarians' ethnonyms in Greek sources]. У Kovács, László; Veszprémy, László (ред.). Honfoglalás és nyelvészet [The Hungarian Conquest and Linguistics]. Balassi Kiadó. с. 119—140. ISBN 963-506-108-0.
- Klima, László (2004). The history of research on the ancestral Uralic homeland. У Nanovfszky, György (ред.). The Finno-Ugric World. Teleki László Foundation. с. 15—24. ISBN 963-7081-01-1.
- Kontler, László (1999). Millennium in Central Europe: A History of Hungary. Atlantisz Publishing House. ISBN 963-9165-37-9.
- Kovács, László (2005). Remarks on the archaeological remains of the 9th–10th century Hungarians. У Mende, Balázs Gusztáv (ред.). Research on the Prehistory of the Hungarians: Review: Papers Presented at the Meetings of the Institute of Archaeology of the HAS, 2003–2004. Archaeological Institute of the HAS. с. 351—368. ISBN 963-7391-87-8.
- Kristó, Gyula (1996). Hungarian History in the Ninth Century. Szegedi Középkorász Muhely. ISBN 963-482-113-8.
- Langó, Péter (2005). Archaeological research on the conquering Hungarians: a review. У Mende, Balázs Gusztáv (ред.). Research on the Prehistory of the Hungarians: Review: Papers Presented at the Meetings of the Institute of Archaeology of the HAS, 2003–2004. Archaeological Institute of the HAS. с. 175—340. ISBN 963-7391-87-8.
- László, Gyula (1996). The Magyars: Their Life and Civilisation. Corvina. ISBN 963-13-4226-3.
- Macartney, C. A. (1953). The Medieval Hungarian Historians: A Critical & Analytical Guide. Cambridge University Press. ISBN 978-0-521-08051-4.
- Molnár, Miklós (2001). A Concise History of Hungary. Cambridge University Press. ISBN 978-0-521-66736-4.
- Róna-Tas, András (1999). Hungarians and Europe in the Early Middle Ages: An Introduction to Early Hungarian History (Translated by Nicholas Bodoczky). CEU Press. ISBN 978-963-9116-48-1.
- Spinei, Victor (2003). The Great Migrations in the East and South East of Europe from the Ninth to the Thirteenth Century (Translated by Dana Badulescu). ISBN 973-85894-5-2.
- Szabados, György (2011). Magyar államalapítások a IX-X. században [Foundations of the Hungarian States in the 9th–10th Centuries] (угор.). Szegedi Középkorász Műhely. ISBN 978-963-08-2083-7.
- Szíj, Enikő (2005). The past and present of the research on the prehistory of the Hungarians:Historiography. У Mende, Balázs Gusztáv (ред.). Research on the Prehistory of the Hungarians: Review: Papers Presented at the Meetings of the Institute of Archaeology of the HAS, 2003–2004. Archaeological Institute of the HAS. с. 115—156. ISBN 963-7391-87-8.
- Tóth, Sándor László (1998). Levédiától a Kárpát-medencéig [From Levedia to the Carpathian Basin] (угор.). Szegedi Középkorász Műhely. ISBN 963-482-175-8.
- Tóth, Sándor László (2005). The past and present of the research on the prehistory of the Hungarians:Historiography. У Mende, Balázs Gusztáv (ред.). Research on the Prehistory of the Hungarians: Review: Papers Presented at the Meetings of the Institute of Archaeology of the HAS, 2003–2004. Archaeological Institute of the HAS. с. 45—86. ISBN 963-7391-87-8.
- Türk, Attila (Summer 2012). The new archaeological research design for early Hungarian history (PDF). Hungarian Archaeology. hungarianarchaeology.hu. Архів оригіналу (PDF) за 4 березня 2016. Процитовано 9 грудня 2014.
- Veres, Péter (2004). The Uralic and Hungarian ancestral homeland: the state of current research. У Nanovfszky, György (ред.). The Finno-Ugric World. Teleki László Foundation. с. 31—36. ISBN 963-7081-01-1.
- Zimonyi, István (2005). The state of the research on the prehistory of the Hungarians: Historiography (Oriental sources, history of the Steppe). У Mende, Balázs Gusztáv (ред.). Research on the Prehistory of the Hungarians: Review: Papers Presented at the Meetings of the Institute of Archaeology of the HAS, 2003–2004. Archaeological Institute of the HAS. с. 87—102. ISBN 963-7391-87-8.